# Vindelev Sogn
Vindelev Sogn ist eine Kirchspielsgemeinde (dän.: Sogn) im südlichen Dänemark. Bis 1970 gehörte sie zur Harde Nørvang Herred im damaligen Vejle Amt, danach zur Jelling Kommune im erweiterten Vejle Amt, die im Zuge der  Kommunalreform zum 1. Januar 2007 in der „neuen“  Vejle Kommune in der Region Syddanmark aufgegangen ist.
Im Kirchspiel leben 313 Einwohner (Stand:1. Januar 2023). Im Kirchspiel liegt die Kirche „Vindelev Kirke“.
Nachbargemeinden sind im Südosten Grejs Sogn, im Südwesten Kollerup Sogn, im Nordwesten Hvejsel Sogn, ferner auf dem Gebiet der benachbarten Hedensted Kommune im Nordosten Langskov Sogn und im Osten Sindbjerg Sogn.
Ein archäologischer Fund, der hier gemacht wurde, ist der Schatzfund von Vindelev.